# More Than Words
More Than Words är en ballad skriven och utförd av det amerikanska hårdrocksbandet Extreme. Låten återfinns som det femte spåret på gruppens andra album, Extreme II: Pornograffitti, från 1991.
I avsnittet Rollspel och sånt från tv-serien Varan-TV sjungs denna låt i samband med att eftertexterna rullar.
Det irländska pojkbandet Westlife gjorde en cover av låten på sitt självbetitlade debutalbum från 1999.

## Listplaceringar
| Lista (1991)  | Plats |
| ------------- | ----- |
| Australien    | 2     |
| Belgien       | 1     |
| Frankrike     | 8     |
| Nederländerna | 1     |
| Norge         | 4     |
| Nya Zeeland   | 1     |
| Schweiz       | 3     |
| Sverige       | 4     |
| Tyskland      | 8     |
| Österrike     | 13    |